# Assemblée générale de l'Arkansas
Pour les autres articles nationaux ou selon les autres juridictions, voir Assemblée générale (homonymie).
Capitole de l'État de l'Arkansas, Little Rock
L'Assemblée générale de l'Arkansas (en anglais : Arkansas General Assembly) est l'organe législatif de l'État américain de l'Arkansas.

## Structure
Elle se présente sous la forme d'un parlement bicaméral composé d'une chambre haute, le Sénat de 35 élus, et d'une chambre basse, la Chambre des représentants de 100 élus.
L'Assemblée générale siège au Capitole situé à Little Rock, capitale de l'État.

## Élections et mandats
Les sénateurs sont élus pour un mandat de quatre ans et sont renouvelés par moitié tous les deux ans. Ils ne peuvent effectuer plus de deux mandats successifs.
Les représentants sont élus pour un mandat de deux ans et ne peuvent effectuer plus de trois mandats successifs.
Les dernières élections ont eu lieu le 3 novembre 2020.